# Vasaloppet 1937
Vasaloppet 1937 kördes söndagen 14 mars 1937 och var det 14:e loppet. Arthur Häggblad tog sin tredje Vasaloppsseger på tiden 6:05:56.

## Loppet
Det var 20 grader kallt i starten när Arthur Häggblad vann för tredje gången på den fyra senaste loppen. Segermarginalen var endast fyra sekunder till Erik Matslofva från Orsa. Oxbergskontrollen flyttades till Gopshus. Kranskulla var Gerda Berg.

## Resultat
| Plac | Namn            | Klubb           | Tid     |
| ---- | --------------- | --------------- | ------- |
| 1    | Arthur Häggblad | Ifk Umeå        | 6:05:56 |
| 2    | Erik Matslofva  | Orsa If         | 6:06:00 |
| 3    | Lars Stenberg   | Bollnäs G & If  | 6:10:09 |
| 4    | Evert Svensson  | Ytterhogdals If | 6:10:59 |
| 5    | Algot Jonsson   | Ytterhogdals If | 6:11:49 |
| 6    | Sven Hansson    | Lima If         | 6:12:26 |
| 7    | Edvin Jansson   | Sälens If       | 6:12:42 |
| 8    | Evert Jonsson   | Ifk Umeå        | 6:14:04 |
| 9    | Edvin Berg      | Orsa If         | 6:18:03 |
| 10   | Karl Persson    | Tyngsjö If      | 6:18:54 |